# مارجوري كون
مارجوري كون (بالإنجليزية: Marjorie Cohn)‏ هي محامية أمريكية، ولدت في 1 نوفمبر 1948.